# Triplemanía VI
Triplemanía VI fue la edición número 6 de Triplemanía, evento de pago por visión de lucha libre profesional producido por la empresa mexicana Asistencia Asesoría y Administración. El evento se realizó el 7 de junio de 1998 desde el Gimnasio Manuel Bernardo Aguirre en Chihuahua, Chihuahua.
Esta edición fue la quinta en ser realizada en otro estado, tras los Triplemanía I, II, IV y V.

## Resultados
- Venum derrotó a R-15, Charly Manson y a El Novillero, en una Elimination Match de RELEVOS INCLEIBLES
  - Venum gana porque el novillero se dejó vencer.
  - Esta lucha era pactada como: Charly vs el Novillero y el que ganara, lucharía contra el ganador de la otra pareja que fue Venum vs R-15.
- Octagón, Octagoncito y Pentagon derrotaron a Abismo Negro, Mini Abismo Negro y a Electroshock
  - Octagoncito le aplica un "Paquetito" a Mini Abismo negro.
- El Pero Aguayo y El Hijo del Perro Aguayo (con Octagoncito) derrotaron a Fuerza Guerrera y al Mosco de la Merced (C) (con Mini Abismo negro), por descalificación, por el Campeonato Mundial en Parejas de AAA
  - El réferi le dio la victoria a los técnicos, porque el Cibernético intervino en plena lucha.
  - Cibernético y Mini Abismo Negro intervinieron a favor de los rudos.
  - Después de la lucha Fuerza Guerrera atacó al Cibernético y a los demás Viper's con ayuda de El Hombre de Negro.
- La Parka, Máscara Sagrada, Latin Lover y Blue Demon jr derrotaron a Los Viper's El Cibernético, Maniaco, Psicosis y a Histeria en una Tipos de combates de lucha libre profesional Lumberjack match (con cinturones)
  - El réferi descalificó a los rudos, porque Cibernético le aplicó un "Power Bomb" a Latin Lover sobre la mesa de los comentaristas.
- Equipo Tirantes Kick Boxer (con el Tirantes) derrotó al Equipo Tropicasas Heavy Metal (con Pepe Tropicasas), en un Steel Cage Match
  - Kick Boxer salió cuando Heavy Metal estaba ayudando a su papá a desposar.
  - El Tirantes intervino a favor de Kick bóxer.
  - Pepe Tropicasas intervino a favor de Heavy Metal.
  - Durante la lucha, el Tirantes esposó a Pepe para que no pudiera salir.
  - Así fue el orden de salida de cada luchador:

| Orden de salida | Luchador                      | Tiempo | Regresó o entró |
| --------------- | ----------------------------- | ------ | --------------- |
|                 | Tirantes                      |        | si              |
|                 | Pepe Tropicasas               |        | si              |
| 1               | Tirantes                      | 7:21   |                 |
| 2               | Kick Boxer                    | 9:05   |                 |
| Perdedores      | Heavy Metal y Pepe Tropicasas |        |                 |

- - Después de la lucha el Tirantes golpeó al réferi en turno.
  - Después de la lucha Kick Boxer y Heavy Metal siguieron luchando.
  - Por no salir de la jaula Pepe Tropicasas se tuvo que cortar su cabello.

## Comentaristas
- Andrés Maroñas Escobar
- Jesús Zúñiga

- Datos: Q15733146